# Melinaea tarapotensis
Melinaea tarapotensis är en fjärilsart som beskrevs av Richard Haensch 1909. Melinaea tarapotensis ingår i släktet Melinaea och familjen praktfjärilar. Inga underarter finns listade i Catalogue of Life.